# Kronenbergerhof
Het Kronenbergerhof is een historische boerderij aan de Kronenbergweg 19 te Kronenberg.
Van een boerderij op deze plaats is al sprake in 1466. Toen was de hoeve eigendom van Jan van Croonenborgh. De plaats Kronenberg heeft zijn naam aan deze hoeve ontleend.
Tijdens de Tweede Wereldoorlog was er in de Kronenberger bossen een onderduikerskamp. Nabij het Kronenbergerhof is een gedenksteen, "Oranje Vrijstaat" genaamd, die aan de verzetsactiviteiten in en nabij de boerderij herinnert.
De boerderij was de laatste jaren achtereenvolgens in bedrijf als restaurant "Kronenbergerhof",  "Nieuw kronenbergerhof"(2006-2012) en Hof van Kronenberg (2014-2016). 